# Marinade (Fischerzeugnis)
Marinaden (in Österreich: Kaltmarinaden) sind Erzeugnisse aus Fisch, die durch Behandlung mit Essig, Säuerungsmitteln, Salz und sonstigen Würzmitteln gar gemacht sind. Dies geschieht ohne Wärmeeinwirkung. Es werden Frischfische, tiefgefrorene oder gesalzene Fische verwendet, oder jeweils Fischteile davon.

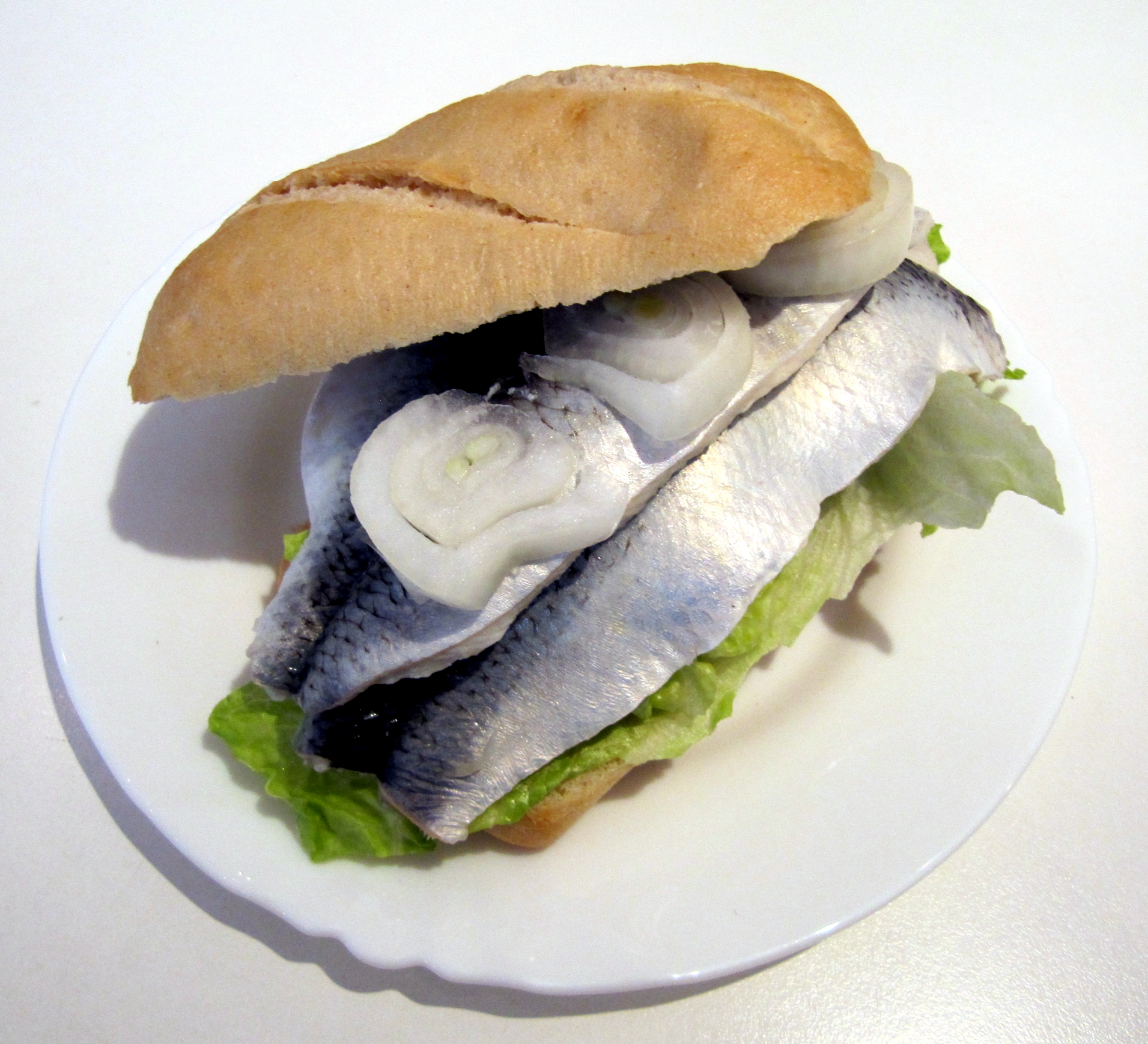
Bismarckhering (als Fischbrötchen)

## Begriffsbestimmungen
Marinaden sind Traditionserzeugnisse des deutschen Raums, wo sie ursprünglich nur aus Hering erzeugt wurden.
Die Bezeichnungen Marinade und Kaltmarinade bezeichnen sowohl die wässrige, sauer-würzige Zubereitung, worin der Fisch eingelegt wird, als auch das Fischerzeugnis selbst. Der Name entstand, um dieses Erzeugnis von den sogenannten Brat- und Kochmarinaden abzugrenzen, die eigentlich irreführende Bezeichnungen sind. Als Feinmarinaden werden Kaltmarinaden bezeichnet, welche aus ausgewählten Rohstoffen hergestellt und mit wertvollen Beigaben verfeinert werden, sogenannte Feinkosterzeugnisse.

## Herstellung und Bezeichnung
Nach den „Leitsätzen für Fische, Krebs- und Weichtiere und Erzeugnisse daraus“ des Deutschen bzw. Österreichischen Lebensmittelbuchs werden Marinaden in Aufgüssen, Soßen, Cremes, Mayonnaise oder Öl eingelegt, auch unter Verwendung zugelassener Konservierungsstoffe, der pH-Wert soll kleiner als 4,8 sein.

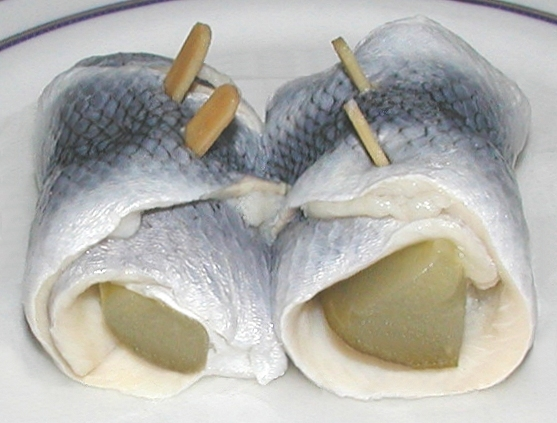
Rollmöpse mit Gürkchen

Marinaden werden insbesondere hergestellt:
- aus Heringen (gesäuertes Heringsfleisch): saure Heringslappen, saure Heringe, marinierte Heringe, Delikatessheringe, Kronsild, Bismarckhering, marinierte Heringsfilets, marinierte Heringshappen, Rollmops, Gabelrollmops, eingelegte Heringe in Heringsmilch-Soße oder anderen Soßen oder Aufgüssen, Herings-Stipp, sowie andere Zubereitungen aus mindestens 35 Prozent gesäuertem oder gesalzenem Heringsfilet, auch mundgerecht zerteilt, mit einem Anteil anderer wertbestimmender stückiger Beilagen wie Gurken, Zwiebeln, Äpfeln, Nüsse; der Hinweis auf Sahne in der Verkehrsbezeichnung;
- aus anderen ganzen oder geteilten Fischen mit der Bezeichnung „Marinierter“ oder „mariniert“ in Verbindung mit der Verkehrsbezeichnung des Fisches, z. B. Filet, Happen, Bissen, bei eingelegten Erzeugnissen wird die Art der Zutaten angegeben, z. B. in Weinaufguss, in Mayonnaise usw.[2][3]